# Barranc dels Obaguets
El Barranc dels Obaguets és un afluent per l'esquerra del Torrent Forcat que transcorre íntegrament pel terme municipal de Gòsol, al Berguedà.

## Xarxa hidrogràfica
La xarxa hidrogràfica del Barranc dels Obaguets, que també transcorre íntegrament pel terme municipal de Gósol, està integrada per un total de 3 cursos fluvials que sumen una longitud total de 2.262 m.